# ده‌نو (دهج، دو)
ده‌نو یا ده‌نو ۲ روستایی در دهستان جوزم بخش دهج شهرستان شهربابک استان کرمان ایران است.

## جمعیت
بر پایه سرشماری عمومی نفوس و مسکن در سال ۱۳۹۵ جمعیت این روستا ۱۷ نفر (۵خانوار) بوده‌است.